# Henri Bouret
Pour les articles homonymes, voir Bouret.
Henri Bouret (né le 14 mai 1916 à Lanvollon, dans les Côtes-du-Nord et mort le 24 février 1971 à Bobigny, en Seine-Saint-Denis) est un haut fonctionnaire et homme politique français.

## Biographie
Militaire de formation, il devient officier quelques mois avant le déclenchement de la Seconde Guerre mondiale. Engagé dans la résistance, il termine la guerre avec le grade de capitaine, la médaille de la résistance et le grade d'officier de la Légion d'Honneur en 1951.
Nommé dans la préfectorale en 1944, il se détourne rapidement de l'administration pour s'engager en politique au sein du Mouvement républicain populaire. Elu député des Côtes-du-Nord à la première assemblée constituante (octobre 1945), il est ensuite constamment réélu jusqu'en 1956.
A l'assemblée, il met à profit sa formation d'aviateur pour devenir un des spécialistes des questions aéronautiques. Il est notamment actif dans les discussions qui précèdent la création d'Air France ou de la SNECMA. Il est alors partisan d'un vaste plan gouvernemental de développement de l'aéronautique.
Il déplore à de nombreuses reprises le retard pris, de son point de vue, par la France tant dans le développement de l'aéronautique civil que militaire.
Elu conseiller général en 1951, il s'intéresse de façon plus aiguë aux problèmes agricoles.
Mais c'est sur les questions internationales qu'il va progressivement s'éloigner de la ligne de la direction du MRP. Il s'oppose au réarmement de l'Allemagne, prône dès 1953 l'ouverture de négociations pour mettre fin à la guerre d'Indochine.
Son hostilité proclamée à Joseph Laniel, et sa condamnation des positions de plus en plus "réactionnaires" du parti, lui vaut, en mai 1954, d'être exclu, en compagnie de Léo Hamon, du MRP.
Candidat en 1956 à la tête d'une liste "travailliste", soutenue par "l'entente gauche indépendante Jeune République", il n'est pas réélu.
Il retrouve alors des fonctions dans l'administration, d'abord dans des sociétés parapubliques, puis au sein de la préfectorale. Il est ainsi préfet de la Seine-Saint-Denis de 1968 à 1969.
Henri Bouret meurt prématurément le 24 février 1971, à l'âge de 54 ans.